# Liolaemus cuyanus
Espèce
Synonymes
- Liolaemus fitzingeri cuyanus Cei & Scolaro, 1980

Statut de conservation UICN

 LC  : Préoccupation mineure
Liolaemus cuyanus est une espèce de sauriens de la famille des Liolaemidae.

## Répartition et habitat
Cette espèce est endémique d'Argentine. Elle se rencontre dans les provinces de La Rioja, de San Juan, de Mendoza, de Neuquén, de Catamarca et de La Pampa. On la trouve entre 250 et 1 300 m d'altitude. Elle vit dans les dunes de sable.

## Description
C'est un saurien ovipare.

## Alimentation
Elle se nourrit de fourmis, de hémiptères, de coléoptères ainsi que des graines, fleurs et fruits des genres : Lycium, Atriplex, Larrea et Portulaca.

## Publication originale
- Cei & Scolaro, 1980 : Two new subspecies of the Liolaemus fitzingeri complex from Argentina. Journal of Herpetology, vol. 14, no 1, p. 37-43.